# Рочестер Нью-Йорк
«Ро́честер Нью-Йорк» (англ. Rochester New York FC) — бывший американский профессиональный футбольный клуб из города Рочестер штата Нью-Йорк. Клуб был основан в 1996 году как «Ро́честер Ре́йджинг Ра́йнос» (англ. Rochester Raging Rhinos). С 2008 по 2021 год назывался «Ро́честер Ра́йнос» (англ. Rochester Rhinos). До 2017 года выступал в различных лигах второго и третьего уровня, после чего взял четырёхлетний перерыв в выступлениях. В 2022 году провёл сезон в лиге MLS Next Pro как «Ро́честер Нью-Йорк». Был расформирован в марте 2023 года. Единственный клуб не из MLS, выигрывавший Открытый кубок США после образования лиги.

## История
Футбольный клуб «Рочестер Рейджинг Райнос» был основан в 1996 году как франшиза Эй-лиги. В год своего основания клуб дошёл до финалов чемпионата, где уступил «Сиэтл Саундерс», и Открытого кубка США, где уступил «Ди Си Юнайтед».
В 1998 году «Рочестер Рейджинг Райнос» впервые выиграли чемпионат, одолев в финале «Миннесоту Тандер».
В 1999 году «Рочестер Рейджинг Райнос» во второй раз вышли в финал Открытого кубка США, где победили клуб MLS «Колорадо Рэпидз» со счётом 2:0, став первым клубом из-за пределов MLS, который выиграл национальный кубок с момента основания главной лиги.
За победой в кубке последовали ещё два титула Эй-лиги в 2000 и 2001 годах.
В 2006 году, на следующий год после преобразования Эй-лиги в Первый дивизион ЮСЛ, «Райнос» переехали на собственный стадион — «Пейтек Парк», и снова добрались до финала чемпионата, где уступили «Ванкувер Уайткэпс». «Райнос» считались кандидатом на вступление в MLS, когда «Пейтек Парк» находился на стадии планирования.

Эмблема «Рочестер Райнос» с 2016 года

В начале 2008 года клуб был объявлен неплатежеспособным после невыполнения им соглашения по стадиону, вследствие чего «Пейтек Парк» был взят в собственность городом Рочестер. В марте 2008 года клуб перешёл во владение к бизнесмену из Ютики Робу Кларку. Кларк изменил название клуба на «Рочестер Райнос».
30 ноября 2009 года «Рочестер Райнос» объявили о присоединении к новой Североамериканской футбольной лиге, которая, как предполагалось, станет вторым дивизионом и возьмёт старт в апреле 2010 года. Однако, 29 декабря 2009 года Федерация футбола США объявила, что ни USL, ни NASL не получат статус второго дивизиона, после чего, 7 января 2010 года объявила о формировании на сезон 2010 временного второго профессионального дивизиона, где NASL и USL станут конференциями.
25 октября 2010 года «Райнос» снова объявили о смене лиги, переходе в USL Pro, новый третий дивизион, стартующий в 2011 году.
В январе 2013 года «Рочестер Райнос» заключили договор об аффилиации с клубом MLS «Нью-Инглэнд Революшн». В сезоне 2013 года клуб впервые в своей истории не смог пройти в плей-офф.
В сезоне 2015 года «Рочестер Райнос» выиграли чемпионат USL, в чемпионском матче взяв верх над «Лос-Анджелес Гэлакси II».
5 января 2016 года USL аннулировала право собственности Кларка на «Рочестер Райнос» за несоответствие стандартам лиги. 10 марта 2016 года были официально представлены новые владельцы «Райнос» — Дэвид и Уэнди Дуоркин, миноритарные владельцы клуба НБА «Сакраменто Кингз».
30 ноября 2017 года «Рочестер Райнос» объявили, что возьмут годичный перерыв, пропустив следующий сезон USL. 22 августа 2018 года клуб объявил, что планирует перейти в новую лигу третьего дивизиона USL League One и вернуться на поле в 2020 году, а также, что освободит «Марина Ауто Стэдиум» и будет искать место для строительства нового стадиона. В 2019 году стало известно, что возвращение клуба отложено, скорее всего, на 2021 год.
В июне 2021 года Джейми Варди приобрёл долю в «Рочестер Райнос». 1 сентября 2021 года клуб был переименован в «Рочестер Нью-Йорк». 6 декабря 2021 года было объявлено, что клуб вернётся к выступлениям в 2022 году в качестве единственного независимого клуба в новой лиге резервистов MLS Next Pro. 10 марта 2023 года «Рочестер Нью-Йорк» вышел из состава участников MLS Next Pro и прекратил свою деятельность.

## Стадион
В течение десяти лет, с 1996 по 2005, клуб проводил домашние матчи на бейсбольном боллпарке «Фронтьер Филд».
В июне 2006 года клуб переехал на собственный футбольный стадион. Это спортивное сооружение носило разные названия: с 2006 по 2008 годы — «Пейтек Парк», с 2009 по 2010 годы — «Марина Ауто Стэдиум», с 2011 по 2015 годы — «Саленс Стэдиум», с 2015 по 2016 годы — «Рочестер Райнос Стэдиум», в 2017 году — «Капелли Спорт Стэдиум», с 2018 года — вновь «Марина Ауто Стэдиум».
В 2022 году клуб играл на «Джон Л. Димарко Филд», стадионе Общественного колледжа Монро в Брайтоне, южном пригороде Рочестера.

## Главные тренеры
- Пэт Эрколи (1996—2004)
- Лори Каллоуэй (2005—2007)
- Даррен Тилли (2008—2009)
- Боб Лилли (2010—2011)
- Джесси Майерс (2012—2013)
- Пэт Эрколи (2013, и. о.)
- Боб Лилли (2014—2017)
- Бруну Балтазар (2022)

## Достижения
Открытый кубок США
- Обладатель (1): 1999

Эй-лига
- Чемпион (3): 1998, 2000, 2001

USSF D2
- Победитель регулярного чемпионата (1): 2010

United Soccer League
- Чемпион (1): 2015
- Победитель регулярного чемпионата (1): 2015

## Статистика
| Сезон | Дивизион | Лига         | Регулярный чемпионат  | Плей-офф              | Открытый кубок США | Средняя посещаемость |         |
| ----- | -------- | ------------ | --------------------- | --------------------- | ------------------ | -------------------- | ------- |
| 1996  | 2        | A-League     | 4-е                   | финал                 | финал              | 9 991                |         |
| 1997  | 2        | A-League     | 2-е, северо-восточный | полуфинал дивизиона   | 1/8 финала         | 10 677               |         |
| 1998  | 2        | A-League     | 1-е, северо-восточный | чемпион               | 3-й раунд          | 11 499               |         |
| 1999  | 2        | A-League     | 1-е, северо-восточный | финал                 | чемпион            | 11 551               |         |
| 2000  | 2        | A-League     | 2-е, северо-восточный | чемпион               | 3-й раунд          | 11 628               |         |
| 2001  | 2        | A-League     | 2-е, северная         | чемпион               | 2-й раунд          | 10 789               |         |
| 2002  | 2        | A-League     | 1-е, северо-восточный | финал конференции     | 3-й раунд          | 10 008               |         |
| 2003  | 2        | A-League     | 2-е, северо-восточный | финал конференции     | 4-й раунд          | 10 169               |         |
| 2004  | 2        | A-League     | 4-е, восточная        | четвертьфинал         | четвертьфинал      | 10 200               |         |
| 2005  | 2        | USL-1        | 2-е                   | полуфинал             | четвертьфинал      | 9 791                |         |
| 2006  | 2        | USL-1        | 2-е                   | финал                 | 4-й раунд          | 10 110               |         |
| 2007  | 2        | USL-1        | 5-е                   | четвертьфинал         | 3-й раунд          | 9 705                |         |
| 2008  | 2        | USL-1        | 4-е                   | полуфинал             | 3-й раунд          | 8 243                |         |
| 2009  | 2        | USL-1        | 6-е                   | четвертьфинал         | полуфинал          | 6 888                |         |
| 2010  | 2        | USSF D-2     | 1-е, USL              | четвертьфинал         | 3-й раунд          | 6 464                |         |
| 2011  | 3        | USL Pro      | 1-е, национальный     | финал дивизиона       | 3-й раунд          | 5 339                |         |
| 2012  | 3        | USL Pro      | 2-е                   | полуфинал             | 3-й раунд          | 6 233                |         |
| 2013  | 3        | USL Pro      | 11-е                  | не квалифицировался   | 3-й раунд          | 5 876                |         |
| 2014  | 3        | USL Pro      | 6-е                   | четвертьфинал         | 5-й раунд          | 5 972                |         |
| 2015  | 3        | USL          | 1-е                   | чемпион               | 4-й раунд          | 5 599                |         |
| 2016  | 3        | USL          | 4-е, восточная        | полуфинал конференции | 4-й раунд          | 3 655                |         |
| 2017  | 2        | USL          | 4-е, восточная        | полуфинал конференции | 4-й раунд          | 2 031                |         |
| 2018  | пропуск  | пропуск      | пропуск               | пропуск               | пропуск            | пропуск              | пропуск |
| 2019  | пропуск  | пропуск      | пропуск               | пропуск               | пропуск            | пропуск              | пропуск |
| 2020  | пропуск  | пропуск      | пропуск               | пропуск               | пропуск            | пропуск              | пропуск |
| 2021  | пропуск  | пропуск      | пропуск               | пропуск               | пропуск            | пропуск              | пропуск |
| 2022  |          | MLS Next Pro | 4-е, восточная        | полуфинал конференции | 4-й раунд          | 1 096                |         |